# Kieran O’Hara
Kieran O’Hara (Manchester, 1996. április 22. –) ír válogatott labdarúgó, az angol Colchester United játékosa.

## Pályafutása

### Klubcsapatban
O’Hara karrierjét a Manchester környéki Urmston Town klubjában kezdte, miközben a Ashton-on-Mersey School tanulója volt Greater Manchesterben.
2012. július 1-jén csatlakozott a Manchester United utánpótlás akadémiájához, miután a Future Cup elnevezésű utánpótlás tornán felhívta magára a klub vezetőinek és az utánpótlás igazgató Paul McGuinness figyelmét, akik így a tornát követően szerződést kínáltak az akkor tizenhét éves kapusnak.
Első szezonjában az ifjúsági csapatban védett, majd kölcsönadták a Traffordnak a 2013-14-es szezon végéig. Visszatérése után O’Hara az U21-es csapathoz került. Ugyan a klub másik tehetséges kapusa, a portugál Joel Castro Pereira több lehetőséget kapott a felnőttek közt, 2014 nyarán O’Hara is profi szerződést írt alá a Uniteddal. Az ezt követő időszak többnyire kölcsönjátékokkal telt. Az AFC Fylde egy hónapra vette kölcsön az ír kapust, aki ebben az idényben az U21-es csapattal bajnoki címet ünnepelhetett.
A 2015-16-os szezonban a Morecambe, a Stockport County, majd újra a Morecambe vette kölcsön. A 2017-18-as szezonban a United felnőtt keretének a tagja volt. A 2018–19-es idényt kölcsönben a negyedosztályú Macclesfield Town csapatánál töltötte. 37 bajnoki mérkőzésen, valamint öt kupatalálkozón kapott lehetőséget, teljesítményével nagyban hozzájárult ahhoz, hogy csapata bennmaradt a harmadosztályban. A Macclesfieldnél a csapattársak és a szurkolók is őt választották az év játékosának, valamint ő lett az év fiatal játékosa is.
A 2019–20-as szezonra a harmadosztályú Burton Albion vette kölcsön. 42 bajnoki mérkőzésen védett a csapatban az idény során. 2020 nyarán visszatért a Manchester Unitedhez, majd szerződése lejárta után szabadon igazolható játékossá vált. Szeptember 11-én két évre írt alá a Burton Albion csapatához.

### A válogatottban
O’Hara apai nagyszülei révén jogosult az ír válogatottban való szereplésre. 2009. szeptember 10-én debütált a felnőttek között Bulgária ellen.